# Józef Cyrankiewicz
Józef Adam Zygmunt Cyrankiewicz, född 23 april 1911 i Tarnów, död 20 januari 1989 i Warszawa, var Polens premiärminister 1947–52 och 1954–70, vilket är den längsta perioden någon har innehaft detta ämbete i landets historia. Han var till yrket jurist och journalist.

## Biografi
Cyrankiewicz var under mellankrigstiden aktiv i Polska socialistiska partiet (PPS) och studerade juridik vid Jagellonska universitetet i Kraków. Under andra världskriget, som reservofficer i den polska armén, var han verksam i motståndsrörelsen Związek Walki Zbrojnej, föregångaren till Armia Krajowa. 1942 blev han tillfångatagen av tyskarna och sänd till koncentrationslägret Auschwitz. 1944 flyttades Cyrankiewicz till lägret Mauthausen, där han förblev till befrielsen 1945.
Åren 1945–48 var han generalsekreterare i PPS, samt ledare för den partifalang som stödde en sammanslagning med det kommunistiska Polska arbetarpartiet (PPR). Detta skedde genom bildandet av Polska förenade arbetarpartiet (PZPR) 1948, där Cyrankiewicz utöver premiärministerposten fick en plats i partiets centralkommitté. Med undantag för åren 1952–54 var Cyrankiewicz landets premiärminister från 1947 till 1970, då han avgick efter de delvis våldsamma protesterna i Polen 1970. Han fick därefter ett nytt uppdrag som ordförande i Polens statsråd, en mestadels representativ befattning motsvarande presidentposten, fram till sin pensionering 1972.